# Liste der Baudenkmäler in Corvara
Die Liste der Baudenkmäler in Corvara enthält die neun als Baudenkmäler ausgewiesenen Objekte auf dem Gebiet der Gemeinde Corvara in Südtirol.
Basis ist das im Internet einsehbare offizielle Verzeichnis der Baudenkmäler in Südtirol. Dabei kann es sich beispielsweise um Sakralbauten, Wohnhäuser, Bauernhöfe und Adelsansitze handeln. Die Reihenfolge in dieser Liste orientiert sich an der Bezeichnung, alternativ ist sie auch nach der Adresse oder dem Datum der Unterschutzstellung sortierbar.

## Liste
| Foto |                 | Bezeichnung                                                                | Standort                                         | Eintragung                   | Beschreibung                                                                                              | Metadaten                                            |
| ---- | --------------- | -------------------------------------------------------------------------- | ------------------------------------------------ | ---------------------------- | --- | ---------------------------------------------------- |
| ja   | Datei hochladen | Alte Pfarrkirche St. Katharina mit Friedhofskapelle und Friedhof ID: 14494 | 46° 32′ 47″ N, 11° 52′ 37″ O Fraktion: Corvara   | 24. Okt. 1983 (BLR-LAB 6144) | spätgotische Kirche                                                                                       | KG: Corvara Bauparzelle: 1                           |
| ja   | Datei hochladen | Pedecorvara ID: 14499                                                      | 46° 32′ 51″ N, 11° 52′ 41″ O Fraktion: Corvara   | 24. Okt. 1983 (BLR-LAB 6144) | mittelalterliches Wohnhaus, gemauertes Untergeschoss, hölzernes Obergeschoss, sandsteinerne Spitzbogentür | KG: Corvara Bauparzelle: 70                          |
| ja   | Datei hochladen | Pfarrkirche St. Vigil mit Friedhofskapelle und Friedhof ID: 14500          | 46° 33′ 16″ N, 11° 51′ 17″ O Fraktion: Kolfuschg | 24. Okt. 1983 (BLR-LAB 6144) | Kirche mit gotischem Baukern, Chor aus dem 17. Jahrhundert, im 19. Jahrhundert erweitertes Langhaus       | KG: Kolfuschg Bauparzelle: 1, 124 Grundparzelle: 243 |
| ja   | Datei hochladen | Plan d’Sura ID: 14498                                                      | 46° 32′ 45″ N, 11° 52′ 51″ O Fraktion: Corvara   | 24. Okt. 1983 (BLR-LAB 6144) | mittelalterliches Wohnhaus, gemauertes Untergeschoss, hölzernes Obergeschoss                              | KG: Corvara Bauparzelle: 78                          |
| ja   | Datei hochladen | Plaza d’Sott ID: 14497                                                     | 46° 32′ 49″ N, 11° 52′ 55″ O Fraktion: Corvara   | 24. Okt. 1983 (BLR-LAB 6144) | mittelalterliches Wohnhaus, gemauertes Untergeschoss, hölzernes Obergeschoss                              | KG: Corvara Bauparzelle: 62, 63                      |
| ja   | Datei hochladen | Plaza d’Sura ID: 14496                                                     | 46° 32′ 50″ N, 11° 52′ 56″ O Fraktion: Corvara   | 24. Okt. 1983 (BLR-LAB 6144) | Wohnhaus mit spätmittelalterlichem Erdgeschoss, Obergeschoss um 1850 erbaut                               | KG: Corvara Bauparzelle: 61                          |
| ja   | Datei hochladen | Rock ID: 14495                                                             | 46° 33′ 21″ N, 11° 52′ 10″ O Fraktion: Pescosta  | 24. Okt. 1983 (BLR-LAB 6144) | mittelalterlicher Hof mit barockem Anbau                                                                  | KG: Corvara Bauparzelle: 38                          |
| ja   | Datei hochladen | Sorà ID: 14501                                                             | 46° 33′ 13″ N, 11° 51′ 31″ O Fraktion: Kolfuschg | 24. Okt. 1983 (BLR-LAB 6144) | Wohnhaus mit Krüppelwalmdach, hölzerne Loggia und Freitreppe an Nordseite, spätbarocke Fensterumrahmungen | KG: Kolfuschg Bauparzelle: 95                        |
| ja   | Datei hochladen | Zecca da Ruatsch ID: 14502                                                 | 46° 33′ 14″ N, 11° 51′ 32″ O Fraktion: Kolfuschg | 24. Okt. 1983 (BLR-LAB 6144) | mehrstöckiges Wohnhaus mit Portalvorbau und Krüppelwalmdach                                               | KG: Kolfuschg Bauparzelle: 96                        |

Falls bei einem Baudenkmal keine Koordinaten bekannt sind, werden ersatzweise die Katasterdaten zum Zeitpunkt der Unterschutzstellung angegeben. Diese sind weder offiziell noch zwingend aktuell.
Die vom Landesdenkmalamt übernommenen Adressen können veraltet sein.
| Foto:   | Fotografie des Denkmals. Klicken des Fotos erzeugt eine vergrößerte Ansicht. Daneben finden sich zwei Symbole: |
| ID      | Identifikator beim Südtiroler Landesdenkmalamt                                                                 |
| KG      | Katastralgemeinde                                                                                              |
| MD      | Ministerialdekret                                                                                              |
| BLR-LAB | Beschluss der Landesregierung – Landesausschussbeschluss                                                       |